# Quechua de Lincha
El quechua de Lincha o Lincha-Tana es una variedad lingüística de la familia quechua hablada en el distrito de Lincha, en el sureste de la provincia de Yauyos.  El quechua de las comunidades de Viñac y Madeán, al sur de Lincha, se consideran de la misma variedad lingüística.
Posee una fonología muy conservadora, variando sólo la uvular * /q/ haciéndola fricativa. Emplea el caso locativo con el sufijo -pi y marca el objeto verbal de primera persona con -wa-, ambos morfemas son propios del Quechua II.  Hace uso de los pluralizadores verbales -paaku- y -:ri-,  del Quechua I Wánkay. El caso ablativo empleado es -paq, que usa también la variedad vecina de Huangáscar.
- Datos: Q25407703